# Bundek

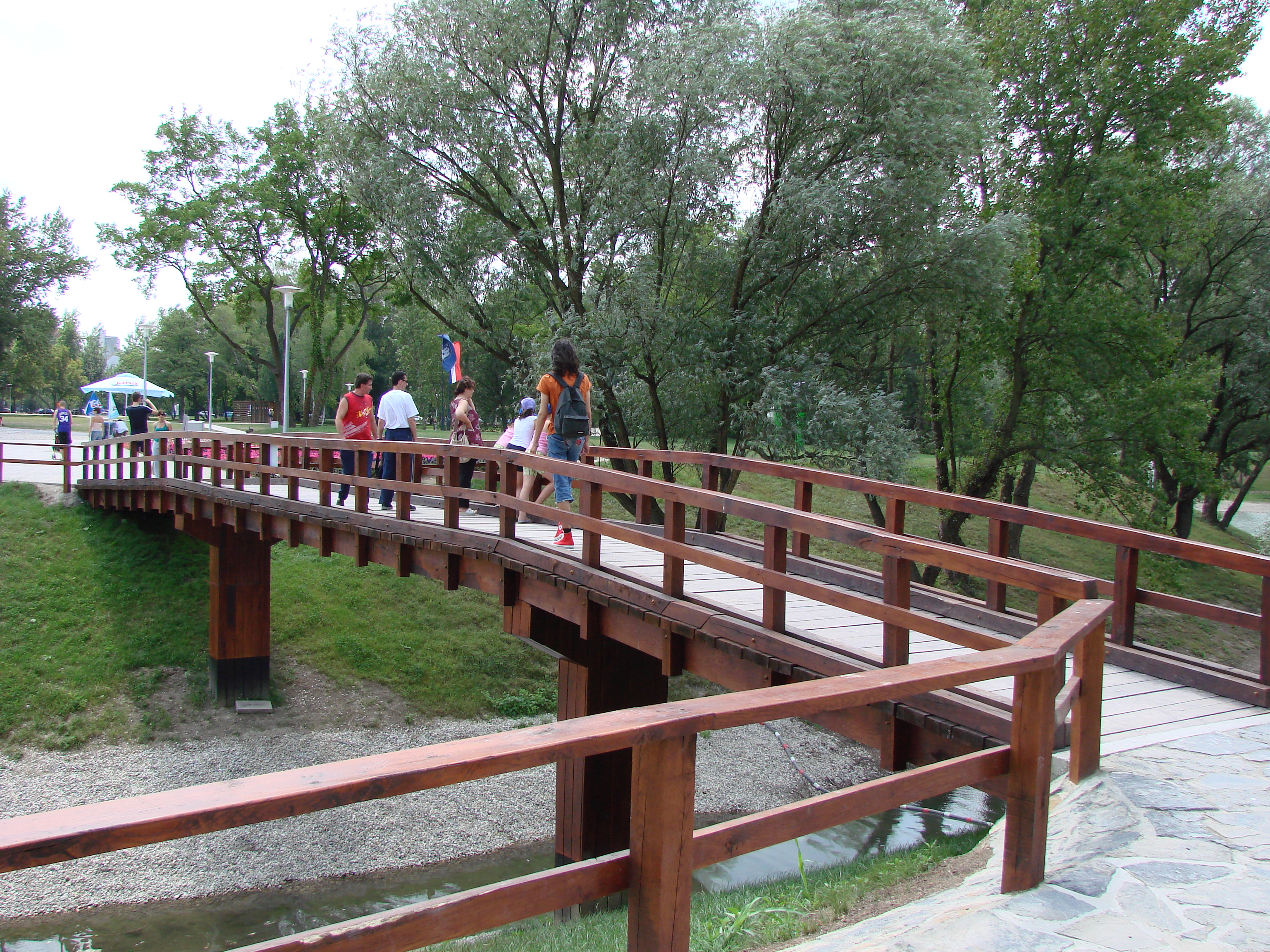
En bro i parken.

Bundek är en konstgjord sjö och park i Zagreb i Kroatien. Sjön och parken ligger strax söder om Sava i stadsdelen Novi Zagreb-istok och är sedan renoveringen 2005 ett populärt friluftsområde och en plats för rekreation och vila. Här finns badmöjligheter och i parken anordnas även kulturella evenemang.

## Historia
Bundek omnämns under 1800-talet som en del av bosättningen Otok Zaprudski. Den konstogjorda sjön skapades under 1900-talets andra hälft i samband med de utgrävningar som följde på uppförandet av nya bostadshus i Novi Zagreb. Fram till 1980-talet var sjön ett populärt stadsstrandbad med övergavs sedan. I samband med renoveringen av området 2005 återfick parken och sjön sin forna vitalitet.

## Faciliteter
Sjön är uppdelad i två delar, Veliko- och Malo jezero (Stora- och Lilla sjön). Vid Stora sjön finns stränder och badmöjligheter medan Lilla sjön är livsmiljö för olika växt- och djurarter. I parken finns gång- och cykelvägar, lekplatser och restauranger.

## Kultur
I Bundek anordnas årligen olika kulturella evenemang, däribland Fyrverkerifestivalen (Festival vatrometa), den internationella trädgårdsutställningen Floraart och musikfestivalen Septemberfest (Rujanfest).

### Fotnoter
1. 1 2 3 4  Give-me-art.com(kroatiska)